# Daniel Galera

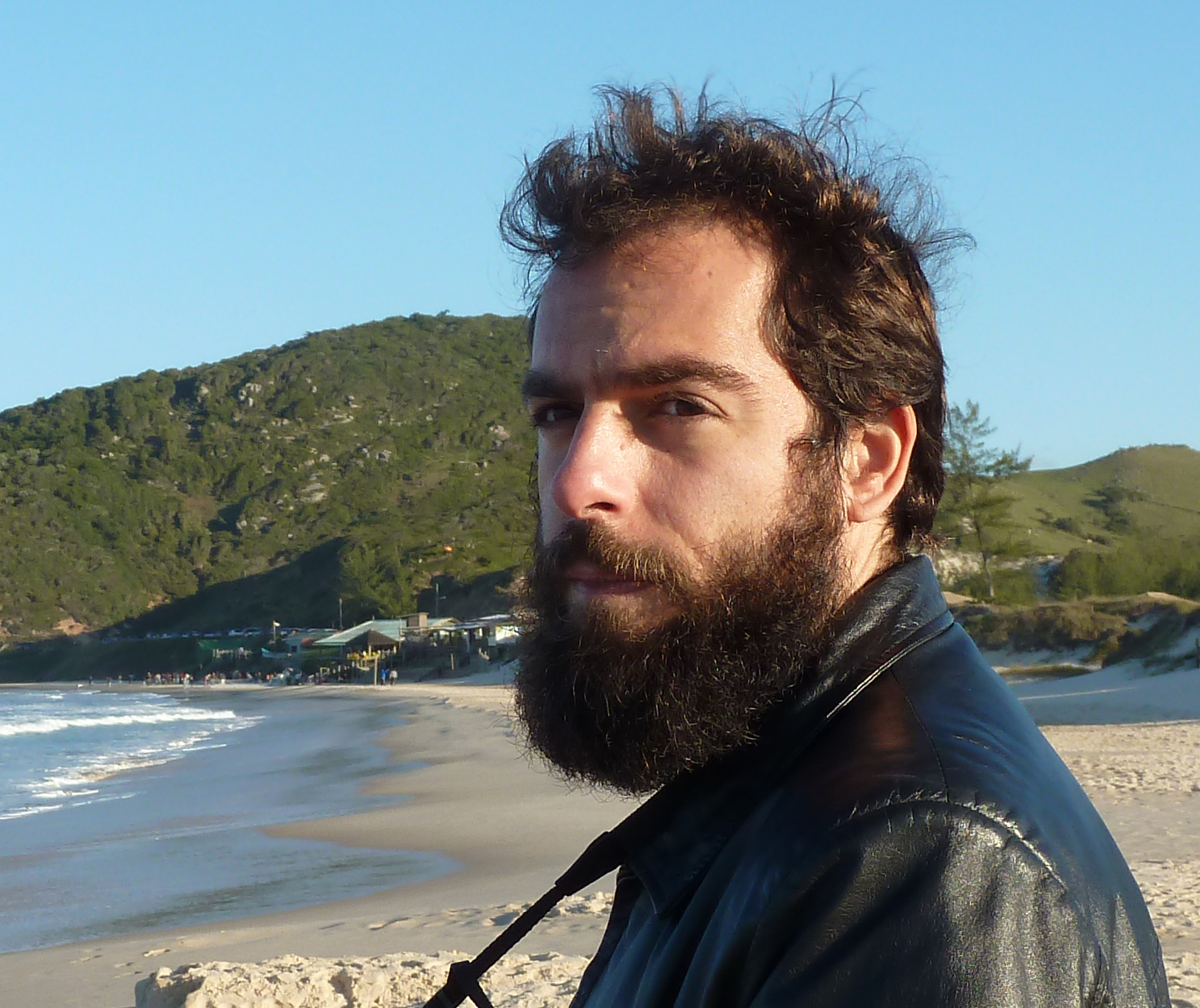
Daniel Galera

Daniel Galera (* 13. Juli 1979 in São Paulo) ist ein brasilianischer Schriftsteller und Übersetzer.

## Leben
Galera verbrachte einige Jahre in seiner Geburtsstadt São Paulo und anderthalb Jahre im Strandort Garopaba, wo sein vierter Roman Flut spielt. Heute lebt er als Schriftsteller und Übersetzer englischer Werke in Porto Alegre.
Zwischen 1997 und 2001 veröffentlichte er erste eigene Texte im Internet, u. a. Artikel in dem von ihm herausgegebenen Onlineportal Proa da Palavra (Wortbug, 1997–2000) und Kolumnen in Brasiliens bekanntestem Web-Fanzine CardosOnline (DistelnOnline, 1998–2001). Er wurde so zu einem Wegbereiter für literarische Texte im Internet.
Mitte 2001 gründete er zusammen mit seinen ehemaligen Kollegen von CardosOnline, Daniel Pellizzari und Guilherme Pilla, den Verlag Livros do Mal, der bis 2004 existierte und fast ausschließlich jüngere Autoren publizierte. Über seine Motivation, den Verlag zu gründen, sagt Galera: „Unsere Absicht war es, einfach gelesen zu werden. Wir wollten keinen Ruhm erlangen oder von einem großen Verlag entdeckt werden.“
2001 erschienen seine ersten Kurzgeschichten, 2003 sein erster Roman und seine erste Übersetzung. Im Jahr 2005 arbeitete er als Literarischer Koordinator (Coordenador do Livro e da Leitura) der Stadtverwaltung von Porto Alegre. Weitere Romane von ihm wurden in den Jahren 2006, 2008 und 2012 veröffentlicht.
Seit Januar 2013 schreibt Daniel Galera jeden Montag die Kolumne im Kulturteil Segundo Caderno der brasilianischen Zeitung O Globo. Im Oktober 2013 war Galera im Rahmen des Schwerpunktes Brasilien zu Gast auf der Frankfurter Buchmesse.

## Literarisches Schaffen
Daniel Galera widmet sich als Übersetzer vorwiegend den Werken der jüngeren englischen und nordamerikanischen Autorengeneration, wie beispielsweise den Romanen Von der Schönheit (Zadie Smith), Königreich der Angst (Hunter S. Thompson), Extrem laut und unglaublich nah (Jonathan Safran Foer) und, in Zusammenarbeit mit Daniel Pellizzari, Trainspotting (Irvine Welsh). Zuletzt übersetzte er 2012 Your body figured (Douglas A. Martin) und Der Seewolf von Jack London; aktuell arbeitet er an den Übersetzungen von Die tausend Herbste des Jacob de Zoet (David Mitchell) und Skagboys von Irvine Welsh.
Als Autor schrieb er Beiträge zu Kurzgeschichten-Anthologien und veröffentlichte eigene Kurzgeschichten sowie Romane. Sein literarisches Debüt, der Kurzgeschichtensammelband Dentes Guardados („Aufbewahrte Zähne“), veröffentlichte er 2001 in seinem Verlag Livros do Mal (kostenlos verfügbar auf Galeras Internetseite).
Mit 23 Jahren schrieb er seinen ersten Roman Até o Dia em que o Cão Morreu („Bis zu dem Tag, an dem der Hund starb“), der im Jahr 2003 veröffentlicht wurde. Der Roman erzählt von dem abgeschotteten Leben eines jungen Mannes aus der Mittelschicht, von seinen Tagen in einer winzigen Mietwohnung im Zentrum von Porto Alegre. Das Buch zeichnet das Porträt einer ganzen Generation junger perspektivloser Menschen, die nach Abschluss des Studiums Schwierigkeiten haben, in eine Normalität zu finden und soziale Kontakte zu knüpfen. 2007 wurde das Buch von Beto Brant und Renato Ciasca unter dem Titel Cão sem Dono („Herrenloser Hund“) verfilmt.
Sein zweiter Roman Mãos de Cavalo („Pferdehände“) erschien 2006. Das Buch erzählt die Geschichte seiner Hauptfigur zu drei verschiedenen Zeiten: als kleiner zehnjähriger Junge, der mit seinem Mountainbike durch die Stadt streift; als erfolgreicher plastischer Chirurg, der in einer gescheiterten Ehe lebt und auf dem bolivianischen Cerro Bonete Skifahren geht; und als schüchterner, zurückhaltender Jugendlicher, der während eines Fußballspiels zum ersten Mal massiven Gruppenzwang erfährt. Im Laufe des Romans verflechten sich die drei Erzählungen, die in einem gemeinsamen Motiv ihren Ausgangspunkt haben. Laut Galera handelt das Buch von der Identität und der Vergeblichkeit, Identität überhaupt definieren zu wollen. Mãos de Cavalo zeigt, dass jeder nur bis zu einem gewissen Punkt beeinflussen kann, wer er ist und wie er auf andere wirkt. In bestimmten Situationen sei man dabei gezwungen, sich ganz unverstellt zu zeigen.
2008 veröffentlichte Galera seinen dritten Roman Cordilheira („Gebirgskette“), der in Buenos Aires spielt. Anita, die Hauptfigur, ist eine junge Schriftstellerin, die plötzlich das Interesse an der Literatur verliert und sich fortan dem Wunsch verschreibt, ein Kind zu zeugen. Sie geht nach Buenos Aires, wo sie sich einem hermetischen schriftstellerischen Zirkel anschließt.  Dieser Roman war der Auftakt zu der Buchreihe Amores Expressos des Verlags Companhia das Letras, für die verschiedene Schriftsteller in ausländische Hauptstädte fahren, um dort Erzählliteratur zu verfassen. Im Jahr 2008 gewann das Buch den Prêmio Literário Machado de Assis der Fundação Biblioteca Nacional in der Kategorie Roman und wurde auf den dritten Platz des Prêmio Jabuti de Literatura gewählt.
2010 publizierte Galera zusammen mit Rafael Coutinho den Comicroman Cachalote, für den sie den Cartoon-Preis Prêmio HQ Mix in der Kategorie Neues Talent – Drehbuchautor erhielten.
Im November 2012 erschien Barba ensopada de sangue („Blutgetränkter Bart“) in Brasilien, das im April 2013 auf Deutsch unter dem Titel Flut publiziert wurde. Es erzählt von einem jungen Mann, der nach dem Selbstmord seines Vaters in den kleinen Strandort Garopaba im winterlich kühlen Süden Brasiliens zieht. Dort will er den Mythos seines Großvaters ergründen, dem er ähnlich sieht. Der Großvater, ein sehr guter Taucher, ist nach den Schilderungen seines Vaters dort während eines Festes attackiert worden und verschwunden, ohne dass eine Leiche gefunden wurde. Der Erzähler passt sich dem Rhythmus des Ortes und seiner Bewohner an, deren Schicksal durch Wetter und Meer geprägt ist. Auf der Suche nach seinen Wurzeln spürt er die Fremdenfeindlichkeit der Einheimischen, die durch den Aberglauben an den Geist seines Großvaters verstärkt wird. Aber es entstehen auch Freundschaften und Beziehungen, die ihm helfen, das Geheimnis des Großvaters zu ergründen. Die britische Literaturzeitschrift Granta zählte Galera 2012 zu den 20 besten jungen brasilianischen Autoren, „die die literarische Landkarte Brasiliens bestimmen werden“. Im November 2013 erhielt der Roman den Prêmio São Paulo de Literatura als Bestes Buch des Jahres sowie den dritten Preis des Prêmio Jabuti de Literatura in der Kategorie Roman.

## Werke

### Romane
- Meia-Noite e Vinte, Companhia das Letras, 2016 (Deutsch: So enden wir, Suhrkamp 2018)
- Barba ensopada de sangue, Companhia das Letras, 2012; Deutsch: Flut, Deutsch von Nicolai von Schweder-Schreiner; Berlin : Suhrkamp, 2013. ISBN 978-3-518-42409-4
- Cordilheira, Companhia das Letras, 2008
- Mãos de Cavalo, Companhia das Letras, 2006
- Até o dia em que o cão morreu, Livros do Mal, 2003; Companhia das Letras, 2007

### Kurzgeschichten
- Dentes Guardados, Livros do Mal, 2001

### Graphic Novel
- Cachalote, Quadrinhos na Cia, 2010 (zusammen mit Rafael Coutinho)

### Beiträge in Anthologien
- Granta 9, Alfaguara, 2012
- Geração Zero Zero, Língua Geral, 2011
- Lusofonica: La Nuova narrative in Lingua Portoghese, La Nuova Fronteira, Italien, 2006
- Sex’n’Bossa, Mondadori, Italien, 2005
- Contos de Bolso, Casa Verde, 2005
- Os Cem Menores Contos Brasileiros do Século, Ateliê Editorial, 2004
- Contos de oficina 24, WS, 2000
- Literatura Século XXI, vol. 2, Blocos, 1999

## Preise und Auszeichnungen
- Prêmio Açorianos de Literatura (Porto Alegre, 2003): Verlag des Jahres
- Prêmio Machado de Assis der Fundação Biblioteca Nacional (Rio de Janeiro, 2008): erster Platz in der Kategorie Roman für Cordilheira
- Prêmio Jabuti de Literatura (São Paulo, 2009): dritter Platz in der Kategorie Roman für Cordilheira
- Prêmio HQ Mix: erster Platz in der Kategorie Neues Talent – Drehbuchautor (São Paulo, 2010) für Cachalote, zusammen mit Rafael Coutinho
- Prêmio Jabuti de Literatura (São Paulo, 2013): dritter Platz in der Kategorie Roman für Barba ensopada de sangue (Flut)[13]
- Prêmio São Paulo de Literatura des Bundesstaates São Paulo (2013): Bestes Buch des Jahres für Barba ensopada de sangue (Flut)[12]